# 패밀리 캅스
패밀리 캅스(Family of Cops)는 1995년 트라이마크 픽처스에 의해 미국-캐나다 합작으로 만들어진 범죄 드라마 텔레비전 영화이다.